# 전곡초등학교 적동분교
전곡초등학교 적동분교는 대한민국 경기도 연천군 전곡읍 늘목리에 있었던 공립 초등학교이다.

## 학교 연혁
- 1949년 10월 27일: 개교
- 2018년 2월 28일: 폐교[2]

## 참고 자료
- 전곡초등학교적동분교장 - 한국교육학술정보원 학교알리미